# Tuse Herred
Tuse Herred var et herred i Holbæk Amt. Det er beliggende midt i amtet med Ods Herred i nord, Merløse Herred i syd og Skippinge Herred i vest. Mod øst ligger Isefjorden (og den til herredet hørende Orø), med forgreningerne Lammefjorden og Holbæk Fjord i nord og syd. Herredet hørte i middelalderen under Sjællands Vestersyssel. Det blev i 1660 lagt til det gamle Holbæk Amt, der ved reformen i 1793 blev lagt sammen med de øvrige herreder i Holbæk Amt.
I herredet ligger følgende sogne:
- Frydendal Sogn
- Gislinge Sogn
- Hagested Sogn
- Hjembæk Sogn
- Hørby Sogn
- Jyderup Sogn
- Kundby Sogn
- Mørkøv Sogn
- Orø Sogn (flyttet fra Horns Herred 1. april 1933[1])
- Skamstrup Sogn
- Stigs Bjergby Sogn
- Svinninge Sogn
- Tuse Sogn
- Udby Sogn